# Rokîtnîțea, Kovel
Rokîtnîțea (în ucraineană Рокитниця) este un sat în comuna Liubîtiv din raionul Kovel, regiunea Volînia, Ucraina.

## Demografie
Componența lingvistică a localității Rokîtnîțea
     Ucraineană (100%)
Conform recensământului din 2001, toată populația localității Rokîtnîțea era vorbitoare de ucraineană (100%).